# WCPT-AM
WCPT („We Are Chicago’s Progressive Talk AM/FM“) ist eine Progressive-Talkradio-Station aus Willow Springs, Illinois für den Ballungsraum Chicago. Sie ist eine der wenigen US-Stationen, die ein eher liberales Talkradio-Programm ausstrahlen. Übertragen werden die Programm von Thom Hartmann, Stephanie Miller und Alan Colmes.
WCPT gehört der Newsweb Corporation von Fred Eychaner. Der Demokrat Eychaner übernahm den Sender 2005 und schuf das heutige Format. Slogans des Senders sind „Our Kind of Talk for Our Kind of Town“ und „Where/Because Facts Matter“. Die Studios befinden sich im Nordwesten von Chicago.
Das Programm wird von der Schwesterstation WCPT-FM auf UKW 92,5 MHz simulcasted.